# Liburnia fuscifrons
Liburnia fuscifrons är en insektsart som beskrevs av Franz Xaver Fieber 1879. Liburnia fuscifrons ingår i släktet Liburnia och familjen sporrstritar.
Artens utbredningsområde är Frankrike. Inga underarter finns listade i Catalogue of Life.